# Всесвітня організація інтелектуальної власності

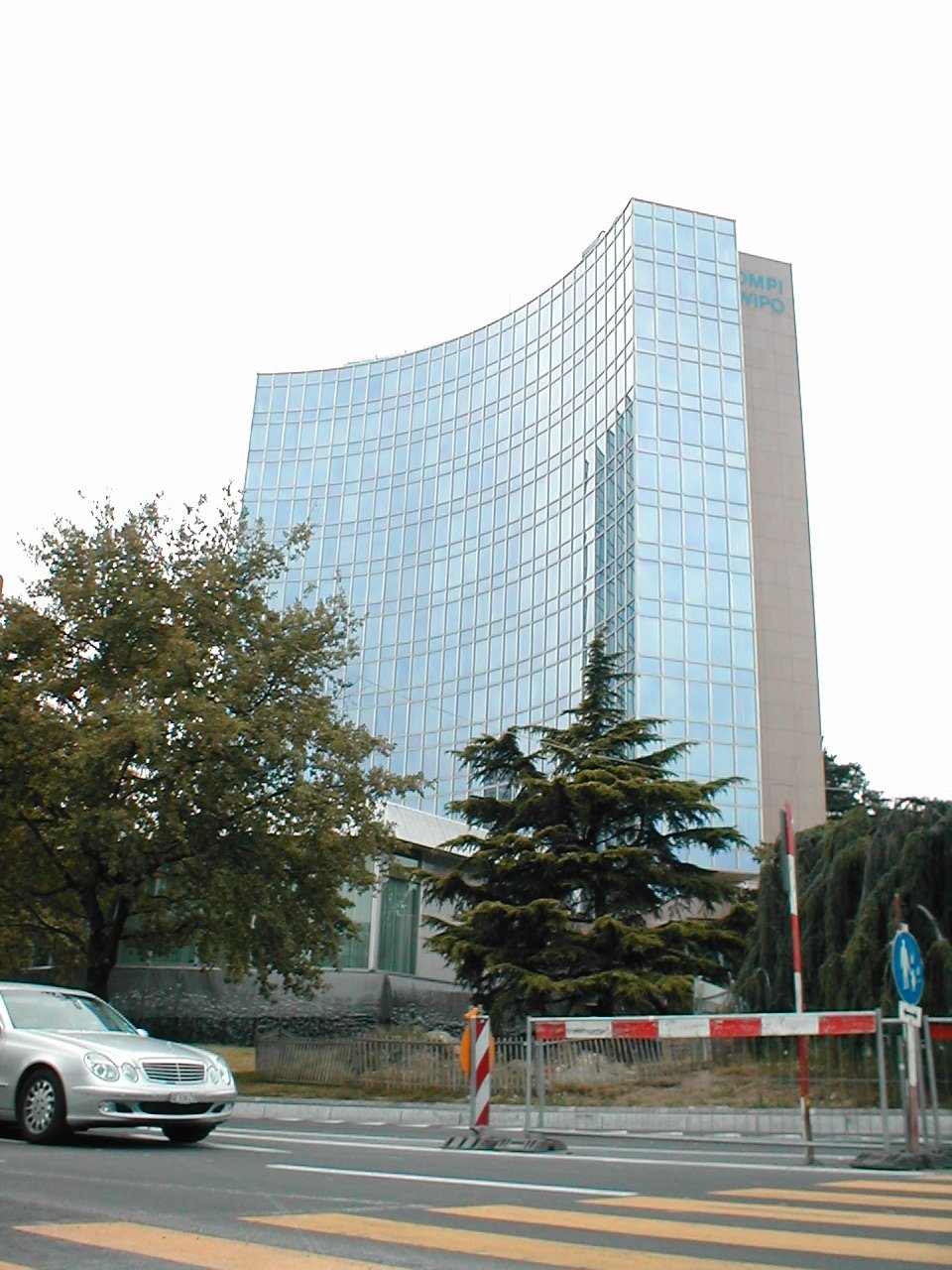
Штаб-квартира ВОІВ у Женеві

Всесвітня організація інтелектуальної власності або ВОІВ (англ. World Intellectual Property Organization, WIPO; фр. Organisation mondiale de la propriété intellectuelle, OMPI) — одне зі спеціалізованих агентств ООН.
Створена в 1967 з метою заохотити творчу діяльність та забезпечити захист інтелектуальної власності в усьому світі.

## Структура
ВОІВ має три керівні органи, які затверджені в рамках Конвенції ВОІВ:
- Генеральна Асамблея — членами якої є держави-члени ВОІВ, які також є членами Паризького та/або Бернського союзів;
- Конференція — членами якої є всі держави-члени ВОІВ;
- Координаційний комітет.

Генеральною Асамблеєю ВОІВ обирається Генеральний директор на шестирічний термін, який може бути продовжений. Він є виконавчим головою ВОІВ. Генеральний директор є депозитарієм ратифікаційних грамот і актів про приєднання до договорів та угод, адміністративні функції яких виконує ВОІВ. Секретаріат ВОІВ має назву «Міжнародне бюро». Наразі Генеральним директором ВОІВ є Френсіс Гаррі.
Сесії Генеральної асамблеї ВОІВ проводяться один раз на два роки в Женева, Швейцарія. 
В цьому місті знаходиться штаб-квартира цієї ВОІВ. 
Станом на 01.01.2012 року ВОІВ нараховує 188 членів та адмініструє 26 міжнародних угод.

## Історія
Попередником ВОІВ було БІПРІ (від фр. Bureaux Internationaux Réunis pour la Protection de la Propriété Intellectuelle). Цю організацію було створено 1893 року для адміністрування Бернської конвенції про охорону літературних і художніх творів, а також Паризької конвенції про охорону промислової власності.
ВОІВ була створена на заміну БІПРІ після прийняття Стокгольмської Конвенції про заснування Всесвітньої організації інтелектуальної власності (підписано 14 липня 1967, змінено 28 вересня 1979). 1974 ВОІВ стала спеціалізованим агентством ООН.
У вересні 2000 на засіданні Генеральної асамблеї ВОІВ встановлено Міжнародний день інтелектуальної власності. Відзначається щороку 26 квітня.

## Фінансова самостійність
На відміну від інших структурних підрозділів ООН, ВОІВ має істотні джерела фінансування, що не залежать від внесків держав-членів. 2006 року понад 90% фінансування цієї організації були отримані Міжнародним бюро ВОІВ у вигляді зборів від фізичних та юридичних осіб, що скористалися міжнародними системами реєстрації об'єктів інтелектуальної власності, такими як PCT для патентів, Мадридська система для торговельних марок та Гаазька система для промислових зразків.

## Критика
Як і у багатьох інших структурних підрозділах ООН, керівний склад ВОІВ призначається Генеральною асамблеєю, а не обирається. Це дало критикам привід стверджувати, що ВОІВ діє не в інтересах громадян, котрі є мешканцями країн-членів цієї організації, а в інтересах абстрактних «національних відомств» (тобто урядових установ країн членів, на які покладено функції захисту інтелектуальної власності і які представляють країни-члени для цілей багатьох міжнародних документів ВОІВ), які в свою чергу можуть лобіювати інтереси окремих держав або транснаціональних корпорацій.
Аби вирішити цю проблему, керівництво ВОІВ намагається ухвалювати рішення шляхом консенсусу. При цьому кожна держава-член має лише один голос, незалежно від кількості її населення та розміру членських внесків. Завдяки цій практиці у 1960-х та 1970-х роках країни, що розвиваються, мали змогу заблокувати прийняття таких суперечливих рішень у галузі інтелектуальної власності, як універсальні фармакологічні патенти чи збільшення строку тривалості захисту авторського та суміжних прав.

## Участь України у Всесвітній організації інтелектуальної власності
- Дата набуття Україною членства: 12.04.1970 р.
- Підстава для набуття членства в міжнародній організації:  Указ Президії Верховної Ради УРСР від 30.09.1968  № 1195-VII "Про ратифікацію Конвенції про заснування Всесвітньої організації інтелектуальної власності"
- Статус членства: Повноправний член
- Характер фінансових зобов'язань України: Сплата щорічного членського внеску
- Джерело здійснення видатків, пов'язаних з виконанням фінансових зобов'язань: За рахунок вилучення частини коштів України за участь у Мадридській угоді про міжнародну реєстрацію знаків
- Вид валюти фінансових зобов'язань: Швейцарський франк
- Обсяг фінансових зобов'язань України на 2017 рік: 11 395,00
- Центральний орган виконавчої влади, відповідальний за виконання фінансових зобов'язань: Державна служба інтелектуальної власності України.[10]
- Перші українські науковці, нагороджені золотою медаллю ВОІВ: професори Володимир Ігнатов та Володимир Жаров (1996 рік)[11]